# گابریله پوسانر
گابریله پوسانِر (به آلمانی: Gabriele Possanner); زادهٔ ۲۷ ژانویهٔ ۱۸۶۰ – درگذشتهٔ ۱۴ مارس ۱۹۴۰) نخستین بانوی پزشک اهل اتریش بود که به طبابت پرداخت. وی دختر وکیل اتریشی، بنیامین پوسانر بود و تا بیست سالگی به‌دلیل شغل پدرش در شش شهر مختلف زندگی کرد. در اکتبر ۱۸۸۰ میلادی پدرش به‌عنوان رئیس بخش خزانه‌داری امپراتوری وین منصوب شد و گابریله و خانواده‌اش توانستند در این شهر ساکن شوند.
گابریله به‌عنوان پزشک در ابتدا به‌عنوان افسر پزشکی عمومی در بوسنی و هرزگوین فعالیت می‌کرد، در جایی که زنان مسلمان این کشور حاضر نبودند که خودشان را به پزشکان مرد نشان دهند. وی در سال ۱۸۹۴ از دانشگاه زوریخ درجهٔ پزشکی گرفت، اما تا سال ۱۸۹۷ نتوانسته‌بود امتحان viva voce را قبول شود، وی دو بار برای این آزمون امتحان داد که بار دوم آن در مقابل امتحان‌کنندگان وین بود؛ بنابراین پروانهٔ طبابت در سراسر اتریش را دریافت کرد. بنابراین او نخستین زنی تبدیل شد که در سال ۱۸۹۷از دانشگاه وین با مدرک پزشکی دانش‌آموخته شد پس از آن او تنها پزشک زن در بیمارستان‌های اتریش-مجارستان تا سال ۱۹۰۳ بود.

## میراث
در سال ۱۹۶۰ خیابانی در محلهٔ هیتسینگ وین به نام گابریله نامگذاری شد. در سل ۲۰۰۴ نیز پارکی به نام ویدر محلهٔ ۹ام وین به نام او ثبت شد. همچنین موسسه‌ای به نام گابریله پوسانر در محلهٔ ۲۱ وین وجود دارد که در زمینهٔ پژوهش‌های چندرشته‌ای فعالیت می‌کند.
جایزهٔ دولتی گابریله پوسانر (به آلمانی: Gabriele-Possanner-Staatspreis) یک جایزهٔ دولتی است که به پژوهش‌های فمنیستی در اتریش تعلق می‌گیرد و به نام گابریله است. این جایزه در ۱۹۹۷ ایجاد شد و هر دو سال یک بار توسط وزارت علوم و تحقیقات فدرال اعطا می‌شود.

## برای مطالعهٔ بیش‌تر
- Possanner von Ehrenthal Gabriele Freiin, by M. Jantsch, in "Austrian Biographical Encyclopedia 1815-1950" (OBL). Volume 8, Austrian Academy of Sciences, Vienna, 1983, ISBN 3-7001-0187-2, pg. 222.